# 조지 앳치슨

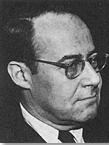

조지 앳치슨(George Atcheson Jr., 1896년 10월 20일 ~ 1947년 8월 17일)은 미국의 외교관이다.

## 약력
1896년에 미국 플로리다주 덴버 출신. 대학 졸업후 1920년 국무부에 들어가 중화민국의 베이징 공사관에서 통역 연수생으로 근무함. 이후 주로 중국 관련 업무를 맡음. 1924년 2월 중국 영사보로 외교관 생활을 시작했고, 톈진, 푸저우, 난징, 충칭 주재 영사를 지냈다. 1939년 국무부 극동부 근무. 1941~1943년 국무부 극동부 차장. 1945년 9월 7일 연합군 최고사령부의 더글러스 맥아더 사령관의 정치 고문(POLAD) 자격으로 일본에 파견됐다. 1946년 4월 18일 연합군 최고사령부 외교국장에 취임했다. 1946년 4월 22일부터 맥아더 대신 연합국 대일이사회의 미국 대표 겸 의장도 겸임했다. 1946년 5월30일 대사급으로 승진함. 1947년 8월17일 B-17 폭격기를 타고 이동중 추락 사고로 세상을 떠났다.

## 대일 징벌론
일본에 대해 강경한 자세를 취했다. 아시다 사토시 외무상은 1947년 7월26일 앳치슨 연합군 최고사령부 외교국장에게 대일강화조약 관련 9개 항목의 일본 정부 요망안을 제출했지만 앳치슨은 7월28일 아시아 외무상을 불러 접수를 거부했다. 반면 충칭에 있을 때 충칭 임시정부의 조소앙, 김구 등과 접촉해본 경험을 갖고 있어 임시정부 사정에 정통했다. 앳치슨의 사망을 계기로 연합군 최고사령부 내에서 중국 전문가 대신 윌리엄 시볼드 등 일본 전문가가 득세하기 시작했고, 대일 정책에서도 징벌적 정책과 민주화 정책에서 온건한 현상 유지 정책 내지 역코스가 시작됐다.

## 같이 보기
- 더글러스 맥아더
- 윌리엄 시볼드